# Willem II-Gazelle
El Willem II-Gazelle va ser un equip ciclista neerlandès, que va competir professionalment entre el 1966 i el 1971.
El 1967 va participar en el Giro d'Itàlia amb el nom de Cynar.

## Principals victòries
- París-Tours: Rik Van Looy (1967
- Amstel Gold Race: Harry Steevens (1968)
- Fletxa Valona: Rik Van Looy (1968)
- París-Camembert: Harry Steevens (1968)
- Tour del Nord: Harry Steevens (1968), René Pijnen (1969)
- E3 Harelbeke: Rik Van Looy (1969)
- Volta a Limburg: Jan van Katwijk (1970)

### A les grans voltes
- Tour de França:
  - 2 participacions (1969, 1970)
  - 2 victòries d'etapa :
    - 1 el 1969: Rik Van Looy
    - 1 el 1970: Rini Wagtmans

  - 0 classificació final:
  - 0 classificació secundària:

- Giro d'Itàlia
  - 1 participacions (1967)
  - 0 victòries d'etapa:
  - 0 classificació secundària:

- Volta a Espanya
  - 2 participacions (1969, 1970)
  - 4 victories d'etapes :
    - 4 el 1970: Rini Wagtmans (2), Jan Serpenti, Jos van der Vleuten

  - 0 classificació secundària: